# جون جاي برينان
جون جاي برينان (بالإنجليزية: John Brennan)‏ هو شخصية أعمال أمريكي، ولد في 1954.